# Alfonso Velázquez de Velasco
Diego Alfonso Velázquez de Velasco (Valladolid, c. 1560?-c. 1620) fue un militar y escritor español.

## Biografía
Poco se sabe sobre él. Era de origen noble. Siguió la carrera de las armas y compuso teatro y poesía lírica que imprimió en Amberes y Milán. Influido por fray Luis de León, escribió Odas a imitación de los siete salmos penitenciales de David (Amberes, 1593), pero es más recordado por una imitación de La Celestina, La Lena (Milán, dos ediciones de misma cuna en 1602), comedia humanística culta en cinco actos y en prosa de género celestinesco dedicada en su primera ed. a don Pedro Enríquez de Acebedo, conde de Fuentes, del Consejo de Estado y gobernador del de Milán, y en la segunda a su sucesor, Juan Fernández de Velasco, condestable de Castilla y León, duque de Frías, también del Consejo de Estado y presidente del de Italia, que contiene referencias autobiográficas a las aventuras del autor por Europa; aún tuvo otra edición con el título de El celoso en Barcelona (1613). Esta pieza posee dos prólogos, uno "Al lector", en que declara que la obra es fruto de su melancolía y de sus muchas experiencias con los celos, de las que espera otros se aprovechen útilmente, y otro, ya interno de la obra, en boca de uno de sus personajes, Lena.
Según Marcelino Menéndez Pelayo, quien la editó con un estudio liminar en su Nueva Biblioteca de Autores Españoles (tomo III 1 y 2), es la mejor comedia española en prosa de comienzos del siglo XVI y fue luego publicada por Eugenio de Ochoa en su Tesoro del Teatro Español I (1838). Giovanni La Cecilia la tradujo al italiano en su Teatro scelto spagnolo antico e moderno II (Turín, 1858).

## Obras
- Con Bernardino de Mendoza, Odas a imitación de los siete salmos penitenciales del real propheta David, Amberes, 1593. Junto a ellas Diego Alfonso edita sus propias Odas.
- La Lena. Milán: herederos del quondam Pacifico Poncio y Iuan Baptista Picalia compañeros, 1602, dos eds. de misma cuna; hubo una tercera con el título El celoso, Barcelona: Sebastián de Cormellas, 1613); hay ed. moderna: El celoso, ed. de Jesús Sepúlveda, Roma: Bulzoni, 2000.
- Prólogo a Francisco Verdugo, Comentarios […] de la guerra de Frisia, Nápoles, 1610.